# Vattenpolo vid världsmästerskapen i simsport 2024
Vattenpolo vid världsmästerskapen i simsport 2024 avgjordes mellan 4 och 17 februari 2024 i Aspire Dome i Doha i Qatar. Tävlingen bestod av en turnering för herrar och en turnering för damer.

## Kval
Totalt 16 lag kvalificerade sig till turneringen.

### Herrar
| Tävling                    | Datum                        | Värd             | Platser | Kvalificerade                           |
| -------------------------- | ---------------------------- | ---------------- | ------- | --------------------------------------- |
| World Cup 2023             | 8 mars – 2 juli 2023         | Los Angeles      | 2       | Spanien · Italien                       |
| Världsmästerskapen 2023    | 17–29 juli 2023              | Fukuoka          | 4       | Ungern · Grekland · Serbien · Frankrike |
| Asiatiska spelen 2022      | 2–7 oktober 2023             | Hangzhou         | 3       | Japan · Kina · Kazakstan                |
| Panamerikanska spelen 2023 | 30 oktober – 4 november 2023 | Santiago         | 2       | USA · Brasilien                         |
| Europamästerskapet 2024    | 4–16 januari 2024            | Dubrovnik/Zagreb | 3       | Kroatien · Montenegro · Rumänien        |
| Afrikas val                | —                            | —                | 1       | Sydafrika                               |
| Oceaniens val              | —                            | —                | 1       | Australien                              |
| Totalt                     |                              |                  | 16      |                                         |

### Damer
| Tävling                    | Datum                         | Värd       | Platser | Kvalificerade                           |
| -------------------------- | ----------------------------- | ---------- | ------- | --------------------------------------- |
| World Cup 2023             | 11 april – 25 juni 2023       | Long Beach | 2       | USA · Nederländerna                     |
| Världsmästerskapen 2023    | 16–28 juli 2023               | Fukuoka    | 4       | Spanien · Italien · Australien · Ungern |
| Asiatiska spelen 2022      | 25 september – 1 oktober 2023 | Hangzhou   | 3       | Kina · Japan · Kazakstan · Singapore    |
| Panamerikanska spelen 2023 | 30 oktober – 4 november 2023  | Santiago   | 2       | Kanada · Brasilien                      |
| Europamästerskapet 2024    | 5–13 januari 2024             | Eindhoven  | 3       | Grekland · Frankrike · Storbritannien   |
| Afrikas val                | —                             | —          | 1       | Sydafrika                               |
| Oceaniens val              | —                             | —          | 1       | Nya Zeeland                             |
| Totalt                     |                               |            | 16      |                                         |

- På grund av en begränsad budget tvingades Japan dra sig ur turneringen och ersattes av Singapore.[4]

## Medaljörer
| Gren               | Guld     | Silver  | Brons   |
| Herrar Detaljer... | Kroatien | Italien | Spanien |
| Damer Detaljer...  | USA      | Ungern  | Spanien |

## Medaljtabell
*   Värdland ( Qatar)
| Nr                  | Nation              | Guld | Silver | Brons | Totalt |
| ------------------- | ------------------- | ---- | ------ | ----- | ------ |
| 1                   | Kroatien            | 1    | 0      | 0     | 1      |
| 1                   | USA                 | 1    | 0      | 0     | 1      |
| 3                   | Ungern              | 0    | 1      | 0     | 1      |
| 3                   | Italien             | 0    | 1      | 0     | 1      |
| 5                   | Spanien             | 0    | 0      | 2     | 2      |
| Totalt (5 nationer) | Totalt (5 nationer) | 2    | 2      | 2     | 6      |